# Ліца
Ліца (рум. Lița) — комуна у повіті Телеорман в Румунії. До складу комуни входить єдине село Ліца.
Комуна розташована на відстані 124 км на південний захід від Бухареста, 45 км на південний захід від Александрії, 99 км на південний схід від Крайови.

## Населення
За даними перепису населення 2002 року у комуні проживала 3251 особа.
Національний склад населення комуни:
| Національність | Кількість осіб | Відсоток |
| -------------- | -------------- | -------- |
| румуни         | 3227           | 99,3%    |
| цигани         | 24             | 0,7%     |

Рідною мовою назвали:
| Мова      | Кількість осіб | Відсоток |
| --------- | -------------- | -------- |
| румунська | 3234           | 99,5%    |
| циганська | 17             | 0,5%     |

Склад населення комуни за віросповіданням:
| Релігія     | Кількість осіб | Відсоток |
| ----------- | -------------- | -------- |
| православні | 3193           | 98,2%    |
| адвентисти  | 49             | 1,5%     |
| баптисти    | 9              | 0,3%     |

## Зовнішні посилання
- Дані про комуну Ліца на сайті Ghidul Primăriilor